# Castanopsis evansii
Castanopsis evansii là một loài thực vật có hoa trong họ Fagaceae. Loài này được Elmer mô tả khoa học đầu tiên năm 1913.